# Casas Baratas (Albacete)
Casas Baratas es un barrio situado al oeste de la ciudad española de Albacete. Nació en los años 1940 y 1950 con el nombre de Hogar Nacional Sindicalista, habiendo adquirido finalmente su nombre actual al ser con esta denominación como se conocían las singulares construcciones que conforman esta amplia zona de la ciudad.

## Geografía
El barrio está situado al oeste de la ciudad de Albacete, entre las calles La Paz al oeste, Donantes de Sangre al sur, Hermanos Jiménez al este y Joaquín Sánchez Jiménez y Cristóbal Pérez Pastor al norte. Limita con los barrios Fátima, Santa Teresa y Vereda. Es una de las barriadas tradicionales de la ciudad si bien actualmente se suele considerar como un barrio oficioso y una zona de la ciudad encuadrada dentro de los barrios de Fátima y Santa Teresa.

## Historia
Casas Baratas fue construido en los años 1940 y 1950 como uno de los nuevos barrios de la Obra Sindical. Llevaba el nombre de Hogar Nacional Sindicalista y estaba destinado a las clases con menos recursos. El barrio adquirió su nombre actual al ser con esta denominación como se conocían las singulares construcciones de esta amplia zona de la ciudad. Se levantó al oeste en la periferia de la ciudad, a ambos lados de la ronda de circunvalación, la actual Circunvalación de Albacete. Se convirtió en un importante eje de crecimiento de la ciudad.

## Características
Las casas baratas ocupan una amplia extensión en la zona centro-oeste de la capital. Aunque fueron edificadas en la periferia de la capital, en la actualidad se encuentran completamente integradas en el centro urbano. Se trata de viviendas de dos plantas con un marcado denominador común, que contrasta con el resto de la trama urbana, distribuidas en 18 manzanas. De estas singulares construcciones de los años 1940 y 1950 destaca la plaza porticada de época franquista y la iglesia de Fátima, auténticos símbolos del barrio.

## Plaza porticada

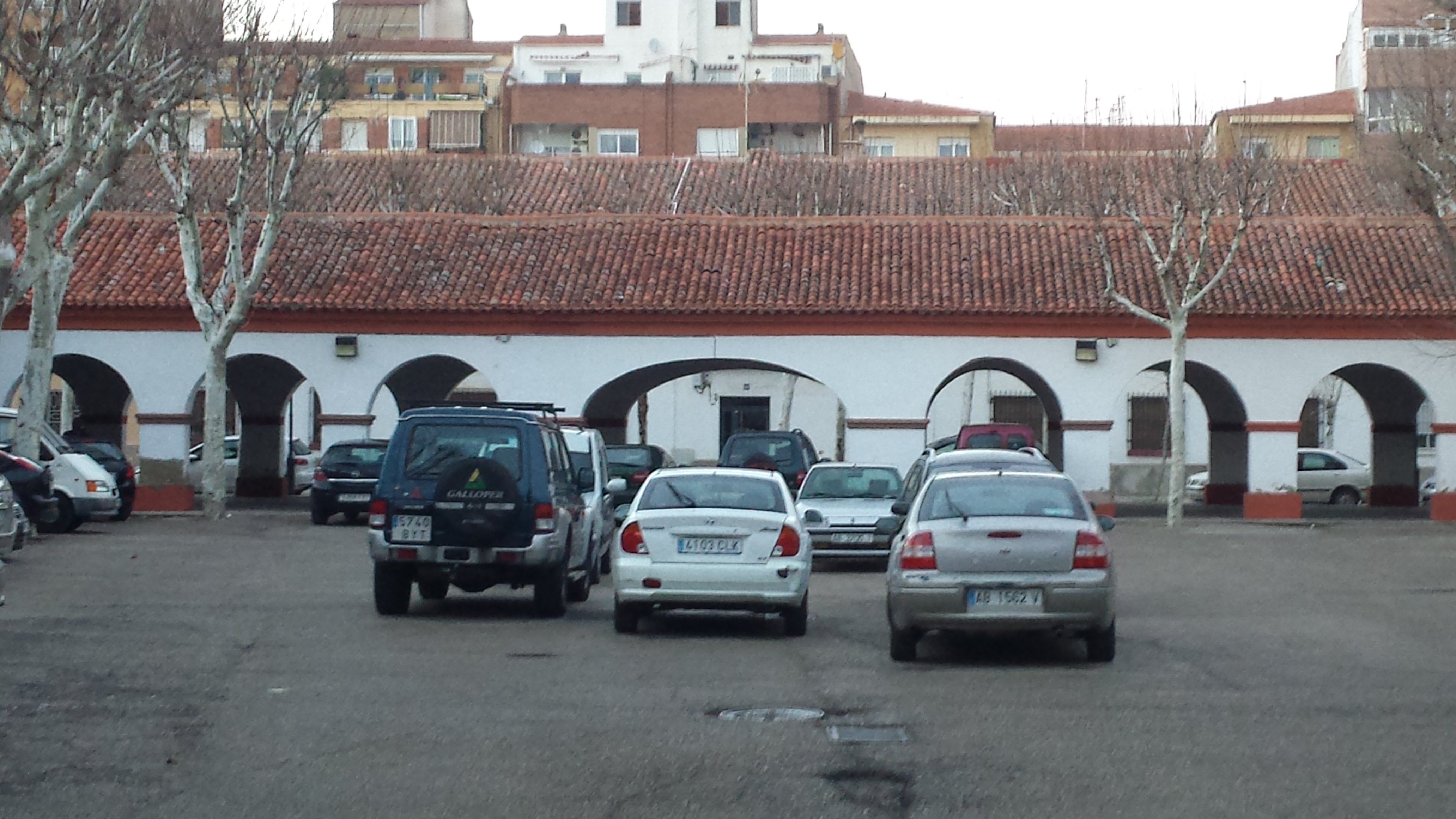
Vista del mercado de las Casas Baratas, plaza porticada de arquitectura de época franquista

La plaza porticada es una notable construcción de época franquista. Está situada en el interior de una gran manzana constituida por casas baratas. Cuenta con cuatro pasadizos en las calles que la delimitan: paseo de la Circunvalación al este, Luis Herreros al norte, Daoiz al oeste y arcipreste Gálvez al sur.

## Iglesia de Fátima

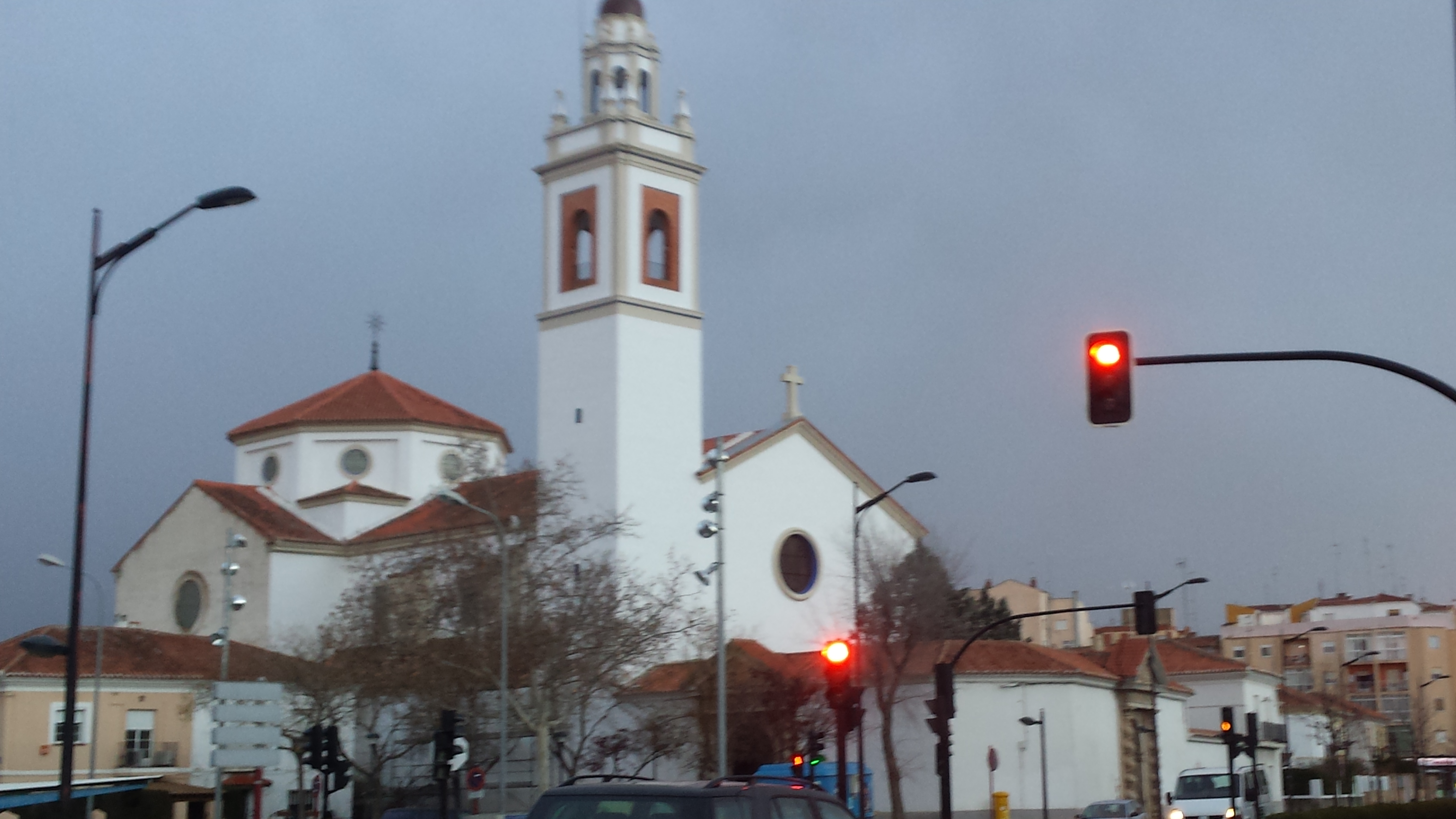
Iglesia de Fátima

En la zona de las Casas Baratas se encuentra la simbólica iglesia de Fátima, construida a mediados del siglo XX. El templo cuenta con un patio a través del cual se accede a la parroquia presidido por una portada con columnas salomónicas y un imponente campanario.

## Transporte
El barrio queda conectado mediante las siguientes líneas de autobús urbano:
| Línea | Trayecto | Recorrido                                                         | Frecuencia                                         |
| ----- | --- | ----------------------------------------------------------------- | -------------------------------------------------- |
|       | Campus UCLM - Barrio de Vereda                                                                                                 | Recorrido Archivado el 1 de noviembre de 2014 en Wayback Machine. | 12-18 minutos                                      |
|       | Campus UCLM - Hospital del Perpetuo Socorro                                                                                    | Recorrido Archivado el 22 de febrero de 2014 en Wayback Machine.  | 12-18 minutos                                      |
|       | Estación de Ferrocarril - Estación de Autobuses - Hospital General Universitario - Hospital Universitario del Perpetuo Socorro | Recorrido Archivado el 22 de febrero de 2014 en Wayback Machine.  | 15-22 minutos                                      |
|       | Ciudad - Parque Empresarial Campollano                                                                                         | Recorrido Archivado el 17 de abril de 2014 en Wayback Machine.    | Salidas 7:20, 8:20, 14:40, 15:20 (desde la ciudad) |